# GOG Svendborg TGI
| Portal | Portal:Håndbold |

GOG Svendborg TGI var en dansk håndboldklub, der hørte til i den lille by Gudme på Fyn. Klubben blev stiftet i 2005 som en overbygning på GOG og Svendborg TGI. 
I august 2009 var klubbens damehold gået sammen med Odense hf under navnet Odense GOG, og dette hold spiller med i Damehåndboldligaen.
Klubbens bedste herrehold spillede i Håndboldligaen, men da klubben i skifteretten den 26. januar 2010 blev erklæret konkurs, er spillerne blevet fritstillet, samtidig med at klubben ifølge Dansk Håndbolds regler tvangsnedrykkes til 2. division efter afslutningen af sæsonen 2009/10.

## Resultater

### Herrer
- 2005/06: DM – sølvmedaljer
- 2006/07: DM – guldmedaljer

## Herretruppen 2008-09
| Nr. | Navn                             | Position |              |
| --- | -------------------------------- | -------- | ------------ |
| 1   | Peter Henriksen                  | Danmark  | Målmand      |
| 12  | Niklas Landin Jakobsen           | Danmark  | Målmand      |
| 12  | Christoffer Buchhave             | Danmark  | Målmand      |
| 3   | Kasper Jørgensen                 | Danmark  | Venstre back |
| 4   | Asgeir Örn Hallgrimsson          | Island   | Bagspiller   |
| 5   | Kasper Nielsen                   | Danmark  | Venstre back |
| 6   | Keld Vilhelmsen                  | Danmark  | Bagspiller   |
| 7   | Minik Dahl Høegh                 | Grønland | Bagspiller   |
| 8   | Jacob Larsen                     | Grønland | Allround     |
| 9   | Thomas Skoglund                  | Norge    | Venstre fløj |
| 10  | Rasmus Nielsen (håndboldspiller) | Danmark  | Højre fløj   |
| 11  | Snorri Gudjonsson                | Island   | Playmaker    |
| 15  | Kristian Meijer                  | Sverige  | Højre fløj   |
| 17  | Tobias Møller                    | Danmark  | Venstre fløj |
| 23  | Olof Ask                         | Sverige  | Streg        |
| 24  | Kristoffer Kleven Moen           | Norge    | Bagspiller   |
| 34  | Michael Damgaard                 | Danmark  | Playmaker    |
| 83  | Fredrik Petersen                 | Sverige  | Venstre fløj |
| 87  | Peter Svensson                   | Danmark  | Streg        |